# Fællesrepræsentationen for Idrætsforeninger i Lyngby Taarbæk Kommune
Fællesrepræsentationen for Idrætsforeninger i Lyngby Taarbæk kommune (forkortes FIL) er en forening, der blev stiftet den 20. januar 1941. Af foreningens navn fremgår det, at foreningens hjemsted er Lyngby-Taarbæk Kommune.

## Foreningens formål
Foreningens formål er jævnfør vedtægterne følgende:
- at virke til fremme af udøvelse af amatøridræt i Lyngby-Taarbæk Kommune

- at virke til fastholdelse og udbygning af de ydre forhold for idrætsforeningerne

- at virke for et godt samarbejde mellem idrætsforeningerne

- at varetage idrætsforeningernes interesse i forhold til myndigheder og lignende

- at varetage idrætsforeningernes interesse ved at være repræsenteret i udvalg, bestyrelser m.v. som på såvel kommunalt og tværkommunalt plan har indflydelse på idrætsforeningernes vilkår.

## Medlemskab og ledelse
Foreninger der har hjemsted i Lyngby-Taarbæk Kommune og hvis primære formål er at dyrke idræt kan søge medlemskab, såfremt forenigen er tilknyttet en landsorganisation inden for idræt. FIL har ca. 72 foreninger som medlemmer (år 2013). Foreningen ledes af en bestyrelse på 5-7 personer, herunder en valgt formand, der demokratisk vælges af repræsentantskabsmødet for 2 år ad gangen.
Pr. den 1. januar 2014 er sammensætningen af bestyrelsen følgende:
Formand:
Anni Frisk Carlsen (har relation til Virum-Sorgenfri Håndboldklub. Er også medlem af Folkeoplysningsudvalget i Lyngby-Taarbæk Kommune.)
Kasserer:
Anders Ravn Sørensen (har relation til Lyngby Svømmeklub. Er også medlem af Folkeoplysningsudvalget i Lyngby-Taarbæk Kommune.)
Sekretær:
Britta Pedersen (har relation til Lyngby Dameroklub. Er også medlem af Folkeoplysningsudvalget i Lyngby-Taarbæk Kommune.)
Bestyrelsesmedlemmer:
Tom Nørskov, Taarbæk Tennis Klub
Søren Svorin, Lundtofte Trampolinklub
Gitte Heiberg-Jürgensen, Lyngby Softball Jokers

## Ekstern henvisning
- Den officielle hjemmeside for Fællesrepræsentationen for Idrætsforeninger i Lyngby Taarbæk Kommune. Arkiveret 29. oktober 2013 hos  Wayback Machine